# Dobri Do (miasto Pirot)
Dobri Do (cyr. Добри До) – wieś w Serbii, w okręgu pirockim, w mieście Pirot. W 2011 roku liczyła 57 mieszkańców.